# Большой Порек
 Большой Порек  — деревня в Кильмезском районе Кировской области, административный центр Большепорекского сельского поселения.

## География
Расположена на расстоянии примерно 22 км по прямой на юго-запад от райцентра поселка Кильмезь.

## История
Основана в 1815 году. В 1873 году дворов 56 и жителей 417, в 1905 (уже село) 112 и 1004, в 1926 143 и 736, в 1950 98 и 458, в 1989 623 жителя, с 1978 снова деревня. Здесь была деревянная Михаило-Архангельская церковь, построенная в 1874 году.

## Население
Постоянное население составляло 635 человек (русские 74%) в 2002 году, 513 в 2010.